# Happy Tree Friends
Happy Tree Friends (en español: Los amigos del árbol feliz) es una serie web de animación para adultos estadounidense creada por Aubrey Ankrum, Rhode Montijo y Kenn Navarro, y desarrollada por Montijo, Navarro y Warren Graff para Mondo Media. Disfrazada de caricatura para niños, la serie sigue las desventuras de simpáticos animales antropomórficos del bosque, cuyas vidas inicialmente pacíficas siempre terminan con incidentes repentinos, generalmente accidentales y gráficamente violentos. Happy Tree Friends, que debutó el 24 de diciembre de 1999 en televisión y el 28 de Febrero de 2008 en el Canal de YouTube de Mondo Media, ha logrado un seguimiento de culto en el sitio web y el canal de YouTube de Mondo y se ha expandido a una franquicia multimedia, que incluye la serie de televisión del mismo nombre.

## Historia

### El comienzo
Mientras Rhode Montijo trabajaba en Mondo Media, dibujó en un pequeño pedazo de papel de desecho a un personaje que más tarde se convertiría en Shifty, el mapache ladrón. Luego dibujó un conejito amarillo claro (que guarda cierta semejanza con Cuddles) en un pedazo de papel y escribió "Resistence is futile" (en español, "La resistencia es inútil") por debajo de ella. El dibujo (de Cuddles) al ser mostrado a varios empleados los hizo reír. En 1999 Mondo Media les dio la oportunidad de hacer un corto para ellos. Ellos hicieron un corto llamado Banjo Frenzy que contó con un dinosaurio (una versión anterior de Lumpy) matando a tres animales del bosque (las versiones pilotas de Cuddles, Giggles y Toothy) con un banjo. A partir de ahí, Mondo les dio su propia serie en internet, al que llamaron Happy Tree Friends.

### El éxito
Poco después de su estreno en Internet en 1999, la serie se convirtió en un éxito inesperado, obteniendo más de 15 millones de visitas cada mes. En ciertos países, los episodios se emiten en los canales de televisión. Se emite en Francia, Países Bajos, Alemania, España, Polonia, Filipinas, Brasil, Italia, Reino Unido, Latinoamérica, Grecia, Rusia, Canada y Australia de la red. El 10 de junio de 2005, los cortos se muestran en "Attack of the Show!". Una serie, Happy Tree Friends and Friends, comenzó al aire el 29 de agosto de 2005, como parte del bloque de Midnight Spank Block, de propiedad de G4. La serie también cuenta con Otros Cortos. La serie se ha reformado en su propio programa, en lugar de como una parte de una compilación como antes. La serie también ha adquirido una colección de animaciones y un "Entorno" para Yahoo! Messenger. Es una característica de muchos sitios web en la que los dibujos animados en flash pueden ser vistos, como Newgrounds, YouTube, Atom Films, Purple Twinkie, Albino Blacksheep y la página web oficial de la serie. En las Ozzfests de 2007, algunos episodios de la serie se mostraron en la pantalla grande y los episodios fueron subidos a YouTube por el canal oficial de Mondo el 28 de Febrero de 2008. Alentados por el éxito de la serie, sus creadores han lanzado cuatro DVD (First Blood, Second Serving, Third Strike y Winter Break) que contienen los episodios que aparecen en la página web y otros que no han sido estrenados. Una colección que consta de los primeros tres DVD y cinco episodios de bonificación, Overkill, también ha sido puesto a la venta. Dos episodios solo están disponibles en el Happy Tree Friends: Winter Break DVD. La serie es actualmente uno de los podcasts más descargados de iTunes y más de 1000 vídeos hechos por fanáticos de la serie han aparecido en YouTube hasta ahora.
El director ejecutivo de Mondo Media, John Evershed, atribuye el éxito de la serie al animador Kenn Navarro. "Tenía una visión clara para ese programa y es simplemente un animador brillante. Ha creado algo que es bastante universal. Me imagino a los niños viendo Happy Tree Friends dentro de 20 o 30 años de la misma manera que ven a Tom y Jerry ahora. Así que realmente es Kenn Navarro".

### Serie de TV
La serie ganó su propio programa de televisión en 2006 y fue mostrado por primera vez en la Comic-Con con algunos de los segmentos se muestra en la página web de un par de semanas. El estreno de la serie de televisión fue el 25 de septiembre de 2006, a la medianoche en la red G4. Sobre cada episodio de la serie de televisión: cada uno tiene una duración de media hora, contiene tres segmentos de 7 minutos, 39 segmentos se han transmitido luego de hacer 13 episodios completos de la temporada 1 de las imágenes de los primeros 6 episodios se puede ver en la página web de G4 de la agencia canadiense Razer canal actualmente transmite el show en sindicación con el espectáculo. También se emite en MTV en Europa y América Latina  y también se ha mostrado en FOX Comedy 1 en el Reino Unido desde el 11 de mayo de 2007 por un corto tiempo y en la FOX / MTV One en el Reino Unido del 7 de septiembre de 2007. De acuerdo a los escritores, una segunda temporada está prevista, pero no salió al aire debido a problemas de presupuesto.

### Video musical
El video musical de Fall Out Boy de 2007 para su canción "The Carpal Tunnel of Love" fue dirigido por Kenn Navarro y protagonizado por personajes de la serie. Los miembros de la banda también hacen una aparición como personajes animados.

## Episodios
Hasta ahora, se han hecho 5 temporadas del show en la web. En adición a las cinco temporadas del show y el capítulo piloto, se emitieron 8 capítulos relacionados con la Navidad, llamados "Kringles", 5 episodios relacionados con el amor, llamados "Love Bites", 13 capítulos llamados "Breaks", 17 capítulos irregulares, 6 comerciales y 3 capítulos de acción llamados "Ka, Pow!". La quinta temporada se lanzó en 2016 en un bloque de paga llamado "Still Alive", el cual contenía 5 episodios + contenido extra. Luego, solamente los episodios fueron lanzados de forma gratuita para el público.
Su último episodio fue "Too Much Scream Time", tanto del paquete Still Alive como de la serie, a lo que Pop fue el único que sobrevivió, y poco después pagó las consecuencias por todo el daño que hizo a lo largo de la serie.

## Personajes
- Lumpy: es un alce de color azul claro que sufre de discapacidad intelectual. Su sexo es macho. Tiene 30 años. Aparece en la mayoría de los episodios y es conocido por tener la mayor racha de víctimas con un total de 174, superando a personajes como Flippy. Es probablemente el personaje que más empleos tenga a lo largo de la serie. Fue antagonista unas cuantas veces como en "We're Scrooged" donde estafa a The Mole robándole sus monedas y se demuestra su egoísmo  y su codicia asesinando a Toothy con el propósito de vender los órganos de Toothy como un divertido juguete de broma al ver que Cuddles se fascinaba con el dedo . Atolladero Esta interpretado por Rhode Montijo desde el episodio piloto hasta la segunda temporada, y luego él es interpretado por David Winn hasta el presente.

- Cuddles: es un conejo amarillo.  Este personaje es aclamado como el personaje principal de la serie y aparece en la mayoría de su publicidad. Él fue uno de los primeros personajes en ser creados en Happy Tree Friends. Siempre anda con pantuflas de conejito (incluso para nadar). Su personalidad es mixta; puede ser muy inocente pero su curiosidad lo vuelve un personaje algo peligroso. Sus mejores amigos son Toothy, Flaky y Giggles; siendo esta última la que parece haber flechado su corazón como puede verse en episodios como "Carpal Tunnel Of Love". Es uno de los personajes mas desafortunados. Su casa es normal con muchas fotos de su grupo de musica favorito. Su sexo es macho. Tiene 6 años. Su mejor amigo es Toothy. Tiene una relación amorosa con Giggles. Él esta interpretado por Kenn Navarro hasta el presente.

- Giggles: es una ardilla listada rosa de cola pequeña. Tiene la personalidad de una joven muchacha, le gusta correr por las praderas, quedar para tomar el té, etc. Otras veces, debido a sus quehaceres y como los demás personajes actúan con ella, se especula que Giggles es un personaje menor de la serie (a lo mejor después de Cub, uno de los peronajes menores de la serie). A pesar de su temple tierno y tímido, posee un carácter fuerte y determinado, como en Dunce Upon A Time y en Every Litter Bit Hurts. Parece estar enamorada de Cuddles. Giggles es una de los personajes principales. Su sexo es hembra. Tiene 10 años (pero en momentos se muestra como una adolescente de entre 17 y como una adulta tendría 19 (sobre todo en capítulos donde es enfermera pero nunca se muestra que avance en la edad como Petunia)  Su mejor amiga es Petunia. Está interpretada por Dana Belben desde el episodio piloto hasta la temporada 2, luego ella es interpretada por Ellen Connell hasta la temporada 3, en unos episodios de la temporada 3 ella es interpretada por Lori Jee, luego en la misma temporada vuelve a ser interpretada por Ellen Connell hasta el presente y ella está interpretada por Nica Lorber en un episodio de televisión.

- Toothy: es un castor morado sensible y de dientes grandes. quién actúa antes de pensar, por ejemplo corriendo y lanzando una vela encendida detrás de él, aunque no es un personaje estúpido. Es utilizado para muertes absurdas y sin sentido, como perder un ojo al clavarse una piruleta en él. Un dato intersante es que en la mayoría de sus apariciones en los capitulos siempre tiene un desafortunado accidente en su ojo derecho como ser picado por una abeja en el o que le pongan un caramelo en vez de de su ojo. En la serie aparece como gran amigo de Cuddles. Toothy también es uno de los personajes principales de la serie. Su personalidad no es 100% definida (aunque es similar a la de Cuddles), por eso él nunca ha estelarizado un episodio de la serie de TV.Su sexo es macho. Tiene 9 años (pero en capítulos se muestra como adolescente como Cuddles o un adulto de más o menos 20 cuando es dentista u otras profesiones) Su mejor amigo es Cuddles. Está interpretado por Dean MacDonald en el episodio piloto y luego desde la temporada 1, él es interpretado por Warren Graff hasta el presente y él está interpretado por Kenn Navarro en un episodio de la temporada 2.

- Petunia: es una zorrillo azul que tiene Trastorno obsesivo-compulsivo. Su sexo es hembra. Tiene 10 años (pero se muestra tener un avance al correr de la serie, dejando de actuar como niña y más como una adulta joven de 21 años). Su mejor amiga es Giggles y se muestra tener una relación con Handy (sobre todo en sus Love Bites y en el segundo capítulo de la temporada 1 ("House Warming") donde Handy le construye una casa de árbol) ,así como cuando se muestra que va en un tren y se corta las manos al sacarlas. Está interpretada por Dana Belben hasta la segunda temporada, luego ella está interpretada por Ellen Connell hasta la temporada 3, en unos episodios de la temporada 3 está interpretada por Lori Jee, luego en la misma temporada vuelve a ser interpretada por Ellen Connell hasta el presente y ella está interpretada por Nica Lorber en un episodio de la temporada 3.

- Hormigas: Son los personajes más crueles de la serie. Son una familia de cuatro integrantes, conformado por una madre, un hijo, una hija y un bebé. Su peor enemigo es Sniffles. Cada vez que Sniffles se las intenta comer, las hormigas crean estrategias y métodos de tortura crueles e injusto contra este. Aparecieron por primera vez en "Crazy Ant-ics" donde cortaron la lengua de Sniffles mientras le echaban zumo de limón, luego un compuesto inflamable hasta la boca de Sniffles y con un palo de fósforo prendieron la lengua y Sniffles explota, mientras que las hormigas celebran su muerte. Aparecen también en "A hard act to swallow", "Tongue Twister Trouble", "Suck it up" y "Tongue in cheek". Se caracterizan por ser los personajes que nunca mueren (Esto se aplica solo para la versión presente de las hormigas, pues en "A Blast To The Past" se demuestra que las hormigas primitivas y el ancestro de Sniffles se llevaban muy bien, hasta que Sniffles llega con su máquina del tiempo y se come a una hormiga sin ser torturado. Allí es donde se rompe la amistad entre hormigueros y hormigas. Son los personajes más odiados de la serie porque torturan y asesinan a Sniffles injustamente y cruelmente y nunca pagan por lo que hicieron. La mayoría de comentarios de los episodios (publicados por MondoMedia en YouTube) donde aparecen las hormigas son de deseos de que estas lleguen a morir igual o de peor manera que los asesinatos hacia Sniffles.

- Sniffles: es un oso hormiguero científico celeste. Su sexo es macho. Tiene 8-16 años.(esto se entiende por su clara inteligencia, y también que no es tan mayor por su amor a las historietas (como se muestra más de una vez) y admiración a Splendid). Siempre intenta comer a las hormigas pero siempre termina muriendo de forma injusta, esto se demuestra en episodios como "Crazy Ant-ics" o "A Hard Act to Swallow". También se caracteriza por crear inventos aunque casi nunca funcionen a la perfección. En los episodios donde aparece suele tener un libro o estar estudiando matemáticas. Está interpretado por Liz Stewart desde la primera temporada hasta el presente.

- Splendid: es una ardilla voladora azul tiene 20-30 años, que es una parodia de Superman, ya que posee debilidad a la Kryptonuez (Parodia de la Kriptonita), Esto se demuestra en "Gems The Breaks", posee la capacidad de volar, posee superfuerza, aliento de hielo, puede lanzar rayos laser. En adición, tiene otros superpoderes como retroceder en el tiempo, levitación y en "Breaking Wind" lanza una flatulencia que posee un impacto negativo a nivel global. Por ejemplo: Giggles se empieza a incendiar. En los capítulos donde aparece siempre trata de salvar a la gente, pero termina matándola por accidente. Es conocido por ser un personaje que muere muy raramente. Solo tuvo 2 muertes, una en "Gems The Break" donde al triturar la Kryptonuez y soplarla para que se desvanezca, esta regresa a él gracias a la fuerza del viento y su piel se empieza a caer y empieza a vomitar (Por la boca y luego por la nariz), aguanta un poco y explota, luego algunos de sus restos caen. La segunda muerte es en "Class Act" aunque esta es debatible. Su sexo es macho. Él está interpretado por Rhode Montijo desde la temporada 1 hasta la temporada 2, luego hasta el presente, él está interpretado por David Winn.

- Nutty: es una ardilla verde limón que es adicto a todo lo que contenga azúcar, ya sea chocolates, caramelos o paletas ("Nuttin' Wrong with Candy"), azúcar de bolsa ("Concrete Solution") o dulces de chocolate ("Party Animal"). Constantemente tiene alucinaciones con los dulces (Cree que determinados objetos son dulces) como en "Stealing the Spotlight", donde creyó que las luces navideñas de Lumpy eran golosinas y cuando Lumpy jaló la cuerda fuertemente, los órganos de Nutty terminaron como parte de la decoración. Su sexo es macho. Tiene 20 años (esto es asumido por las actitudes y papeles que ha tenido en la serie). Por culpa de su adicción incontrolable, siempre termina muriendo como en "Nuttin' Wrong With Candy", donde por querer desesperadamente una barra de chocolate, la máquina expendedora se le cae encima, a pesar de las heridas de los vidrios, obtuvo su ansiado chocolate, pero los espirales de la máquina se empezaron a mover y terminó muriendo o en "Party Animal", donde por su "Tornado", Flipqy lo terminó matando. No solo Lumpy es estúpido, Nutty también lo es: en "Concrete Solution", quería robar una bolsa de azúcar, al llegar a una construcción, tropieza y termina agarrando una bolsa de cemento y al llegar a su casa emocionado agarra un solo cereal y se pone todo el cemento encima, a Nutty se le pega los labios. Lumpy utiliza la bolsa de azúcar. Luego, los dos ocasionan la muerte de los demás como la de Sniffles, quien choca fuertemente y su cara se destroza y Nutty cae por la ventana empujando a Lumpy, quien cae a un precipicio. Al final, el estómago de Nutty se solidifica y descubre que el puente sabe delicioso y se lo come, luego es partido a la mitad y su estómago solidificado cae sobre Cub, Pop no se dio cuenta. Está interpretado por Michael Lipman desde la temporada 1 hasta el presente.

- Flaky: es un puerco espín rojo que le teme a todo. Su sexo es macho. Tiene 12-15 años (aunque como todos los personajes esta muestra madurez en la serie, cocinando, conduciendo, y más asume una edad de 27 años) Sus amigos son Toothy, Petunia, Disco Bear (también se cree que tiene una relación con Flippy su pareja amoroso, porque le organiza fiestas, es el único de los personajes que puede calmar a Flippy con solo su voz, y también sabe de la existencia de Fliqpy la contraparte de un alter-ego). Está interpretada por Nica Lorber desde la temporada 1 hasta el presente.

- Handy: es un castor naranja que no tiene manos. Todavía es capaz de conducir y realizar todas clase de tareas, pero solamente fuera de escena. Irónicamente su casa está llena de aparatos que son operados a mano, como taladros o yoyós; además de portar siempre un martillo y un destornillador,su nombre significa practico. Su expresión más famosa es su cara de frustración al no poder realizar cosas por su falta de manos, aunque parezca como si no se diera cuenta. Es también un personaje adulto de la serie. Su falta de "maniobrabilidad" suele causarle desgracias a él y a otros. Algunos de los fans piensan que siente algo por Petunia como en un episodio Petunia lo abrazó. Como dato hay que mencionar que Handy desarrolla una afición a volar, ya que en muchos episodios aparece volando en avión (en "Gem´s The Breaks"), en helicóptero (en "Who´s To Flame") y cuando aparece muerto en "A Change Of Heart" estaba vestido de piloto. Su sexo es macho. Tiene 44 años (pero esto podría variar a mayor edad debido a la relación con Petunia y sus actividades generales). Está interpretado por Warren Graff desde la temporada 1 hasta el presente y él está interpretado por Kenn Navarro en un episodio de televisión.

- The Mole: es un topo ciego color lavanda. Su sexo es macho. Tiene alrededor de 50 años. Él no produce sonido.

- Disco Bear: es un oso naranja con una gran melena de personalidad pícara. Su sexo es macho. Tiene 30-40 años. Está interpretado por Peter Herrmann desde la temporada 1 hasta el presente.

- Pop: es un oso color crema, estereotípicamente sabio padre; fuma una pipa de los años 50s y es muy descuidado con su Hijo Cub. La mayoría de veces cuando le pasa algo a Cub, Pop cree que está bien y hasta no se da cuenta de que probablemente esté muerto. Su sexo es macho. Tiene 30-40 años. Está interpretado por Aubrey Ankrum desde la primera temporada hasta el presente (pero casi a la mitad de la serie de TV, Ankrum abandonó el programa y debido a esto, los dialogos de Pop en episodios modernos fueron reusados de episodios anteriores).

- Cub: es un osezno color crema muy tierno e inocente al cual siempre le suceden desgracias por culpa de su padre Pop, aunque de manera accidental. Sus muertes son dolorosas e irónicas. Cub rara vez sobrevive en los episodios y, además ha matado una sola vez a Lumpy. Su sexo es macho. Tiene 1-3 años. Está interpretado por Dana Belben desde la primera temporada hasta la segunda temporada, luego él es interpretado por Ellen Connell hasta temporada 3, en la temporada 3 él es interpretado por Lori Jee en algunos episodios, luego en la misma temporada volvió a ser interpretado por Ellen Connell hasta el presente.

- Russell: es una nutria de color aguamarina acuática que es un pirata. Su sexo es macho. Tiene 41 años. Él está interpretado por Jeff Biancalana desde la temporada 1 hasta la temporada 2, luego él es interpretado por Francis Carr hasta presente.

- Lifty y Shifty: son dos mapaches de color verde gemelos e iguales. Sin embargo, Shifty lleva un sombrero para distinguirse de Lifty. Ellos son los ladrones que siempre intentan salirse con la suya. Sus principales objetivos son conseguir dinero y robar, aunque casi siempre terminen muriendo. Sus sexos son machos. Tienen 25-30 años. Están interpretados por Mark Giambruno desde la temporada 1 hasta la temporada 2, luego ellos son interpretados por Kenn Navarro hasta el presente.

- Mime: es un ciervo morado que es un mimo. Su sexo es macho. Tiene 12-16 años. Él está interpretado por Sarah Castelblanco cada vez que él produce sonido, el raramente produce sonido, pero no hablando, sino sonidos como bufidos o sonidos de asfixia.

- Flippy: es un oso verde menta con vestimenta militar de personalidad amigable y también es interés amoroso de Flaky (su alter-ego contraparte es Fliqpy, siendo éste malvado y asesino como Johnny del film El Resplandor y con cara aterradora debido a que padece TEPT.  Cuando Flippy escucha referencias a la guerra o sonidos u actos que le recuerden a esta, se queda petrificado unos segundos y luego se transforma en Flipqy (Por ejemplo: En "Party Animal", cuando Flaky se hincha y sus espinas revientan los globos, a Flippy le recuerdan los sonidos de las balas de la guerra y luego se transforma en Flipqy y hace un festín de sangre). Él muere muy raramente, siendo de los personajes con mayor ratio de supervivencia (Junto a Splendid, Cro-Marmot y Las hormigas). Su sexo es macho. Para la mayoría de los fanáticos es el personaje favorito de toda la serie. Tiene 15-20 años (pero como es sargento puede tener más edad, más de 30 años) La mayor parte de los fanáticos de la serie dicen que podría tener una posible relación amorosa con Flaky (la cual en "Party Animal" organiza una fiesta sorpresa para el oso militar psicópata), pero no está nada confirmado. Él está interpretado por Aubrey Ankrum desde la temporada 1 hasta la serie de televisión, luego hasta el presente él está interpretado por Kenn Navarro, mientras que su lado malo, siempre estuvo interpretado por Aubrey Ankrum.

- Cro-Marmot: es una marmota cavernicola prehistórica congelada. Es capaz de matar con solo no moverse. Su primera aparición fue mediante un cameo en "Tongue Twister Trouble" usando una chalina en los primeros segundos. Su sexo es macho. Tiene 25678 años. Ha estado congelado hace 65.000.000 de años. Él tampoco produce sonido.

- Lammy: es una oveja lila esquizofrénica. Su sexo es hembra. Tiene 10 años. Ella está interpretada por Reneé T. MacDonald desde la temporada 3 hasta el presente.

Pero tiene en común un pepinillo llamado Mr Pickles de carácter sonriente y con sombrero de copa (a simple vista luce elegante) pero posee una actitud asesina, que solo cobra vida en la imaginación de Lammy y mata cuando le conviene.
- Truffles: es un cerdo azul, sale escondido en algunos capítulos. Su sexo es macho. Tiene 15-20 años.

## Reparto
| Personajes  | Actor de voz original (Original)                                                          | Especies       |
| ----------- | ----------------------------------------------------------------------------------------- | -------------- |
| Cuddles     | Kenn Navarro                                                                              | Conejo         |
| Flippy      | Kenn Navarro                                                                              | Oso            |
| Giggles     | Dana Belben (1999-2004), Ellen Connell (2006-2009, 2011-presente), y Lori Jee (2009-2011) | Tamias         |
| Toothy      | Warren Graff                                                                              | Castor         |
| Handy       | Warren Graff                                                                              | Castor         |
| Lumpy       | Rhode Montijo (1999-2003) y David Winn (2003-presente)                                    | Alces alces    |
| Petunia     | Dana Belben (1999-2005), Ellen Connell (2006-2009, 2011-presente), y Lori Jee (2009-2011) | Zorrillo       |
| Nutty       | Michael “Lippy” Lipman                                                                    | Ardilla        |
| Sniffles    | Liz Stuart                                                                                | Oso hormiguero |
| Pop         | Aubrey Ankrum                                                                             | Oso            |
| Fliqpy      | Aubrey Ankrum                                                                             | Oso            |
| Cub         | Dana Belben (2000-2003), Ellen Connell (2006-2009, 2012-presente), y Lori Jee (2010-2011) | Oso            |
| Flaky       | Nica Lorber                                                                               | Puerco espín   |
| The Mole    | N/A                                                                                       | Talpidae       |
| Disco Bear  | Peter Hermann                                                                             | Oso            |
| Russell     | Jeff Biancalana (2000-2005) y Francis Carr (2006-presente)                                | Nutria de mar  |
| Lifty       | Mark Giambruno (2000-2005), y Kenn Navarro (2005-presente)                                | Mapache        |
| Shifty      | Mark Giambruno (2000-2005), y Kenn Navarro (2005-presente)                                | Mapache        |
| Mime        | Sarah Castelblanco (ruidos audibles)                                                      | Ciervo         |
| Splendid    | Rhode Montijo (2000-2003) y David Winn (2006-presente)                                    | Pteromyini     |
| Lammy       | Renée T. MacDonald                                                                        | Oveja          |
| Mr. Pickles | N/A                                                                                       | Pepinillo      |
| Truffles    | N/A                                                                                       | Jabalí         |

### Personajes de Ka-Pow!
| Personajes              | Actor de voz original (Original) | Animal          |
| ----------------------- | -------------------------------- | --------------- |
| Buddhist Monkey         | Jeff Biancalana (2003-presente)  | Mono            |
| The Generic Tree Ninjas | N/A                              | Oso             |
| Panda Mom               | Lori Jee                         | Panda gigante   |
| Char Sui                | Kenn Navarro                     | Sus             |
| Sneaky                  | Alan Rau                         | Chamaeleonidae  |
| Mouse Ka-Boom           | Brad Rau                         | Mus musculus    |
| Tiger General           | Ken Pontac                       | Panthera tigris |
| Splendont               | David Winn (2008-presente)       | Pteromyini      |

## Controversia
Muchos padres y educadores han expresado su preocupación por el contenido gráfico de la serie. Uno de los padres, incluso se quejó de la demostración en una carta al diario The Washington Post cuando vio a su hijo de 10 años de edad viendo el espectáculo. La advertencia "CV (Cartoon Violence)" (No recomendado para menores) aparece en dos lugares en la página web de inicio de la serie en la página principal de muy pequeño tamaño en la esquina inferior izquierda, y en grande, pero de forma moderada en el lado derecho en la sección del tablón de anuncios. Ni la sección "Sobre el Espectáculo" ni la página de preguntas frecuentes indica que el espectáculo No es apropiado para un público menor de 13 años de edad. Sin embargo, los mismos episodios contienen la advertencia en letra grande antes de que la serie comience. 
En febrero de 2008 en Rusia, la cultura mediática del Departamento de Protección (Rossvyazohrankultura, un organismo regulador de la televisión en Rusia) emitió advertencias acerca de la serie y Las aventuras de Big Jeff, alegando que los programas "promueven la violencia y la brutalidad, dañan la salud psíquica y moral de los niños, atacan a la moral social, todo esto es una violación del acuerdo de licencia". El departamento advirtió a los canales de TV 2x2, que transmite el espectáculo para sacarlo del aire para evitar el problema legal. El canal apeló a la evaluación de la orden de la empresa Versia, que negó las acusaciones.
También en algunos países se ha llegado a demandar a algunas escuelas, ya que alumnos de entre 13 y 22 años llevaban el DVD de dicha serie. Rusia, Inglaterra y Japón le prohibieron su trasmisión por exceso de violencia.
Austria decidió cancelar la serie en 2010 bajo el argumento de que manipula mentalmente a los jóvenes de secundaria a nivel psicológico y social. Dicho argumento fue posteriormente utilizado por Turquía, Alemania y Malta para también cerrar la emisión de la serie en esos países.

## Último episodio
El 27 de julio de 2023, la página de YouTube de Mondo Media subió un vídeo titulado "come back...", con una versión distorsionada del tema musical encima, insinuando que es probable que el programa vuelva a estar en producción.
El 27 de septiembre se estrenó el nuevo episodio titulado "Too Much Scream Time", Indicando el regreso de la serie después de estar 7 años inactiva

## Videojuego
Un videojuego titulado Happy Tree Friends: False Alarm fue lanzado el 25 de junio de 2008. Fue desarrollado por Fox Stainless Corporation Inc. para Xbox Live Arcade en Xbox 360 y PC 
También hubo un juego para iOS titulado Happy Tree Friends: Deadeye Derby lanzado en 2014.
En 2023, Mondo Media y Ravenage Ltd. anunciaron una colaboración que haría que la franquicia Happy Tree Friends se fusionara con el muy popular videojuego para una y varias personas de Ravenage, The Crackpet Show.  Su lanzamiento oficial a nivel mundial será el 23 de septiembre de 2023 y el juego se podrá comprar online en Steam, Gog.com, Epic Games, así como en las consolas de juegos Xbox One, Xbox Series X|S, PS4, PS5 y Nintendo Switch.